# Livets hårda skola
Livets hårda skola (engelska: Higher Learning) är en amerikansk långfilm från 1995 i regi av John Singleton, med Omar Epps, Kristy Swanson, Michael Rapaport och Jennifer Connelly i rollerna.

## Rollista
| Omar Epps          | – Malik Williams           |
| Kristy Swanson     | – Kristen Connor           |
| Michael Rapaport   | – Remy                     |
| Jennifer Connelly  | – Taryn                    |
| Ice Cube           | – Fudge                    |
| Jason Wiles        | – Wayne                    |
| Tyra Banks         | – Deja                     |
| Cole Hauser        | – Scott Moss               |
| Laurence Fishburne | – Professor Maurice Phipps |
| Bradford English   | – Officer Bradley          |
| Regina King        | – Monet                    |
| Busta Rhymes       | – Dreads                   |
| Jay R. Ferguson    | – Billy                    |
| Andrew Bryniarski  | – Knocko                   |
| Trevor St. John    | – James                    |
| Adam Goldberg      | – David Isaacs             |